# Bernard Madoff

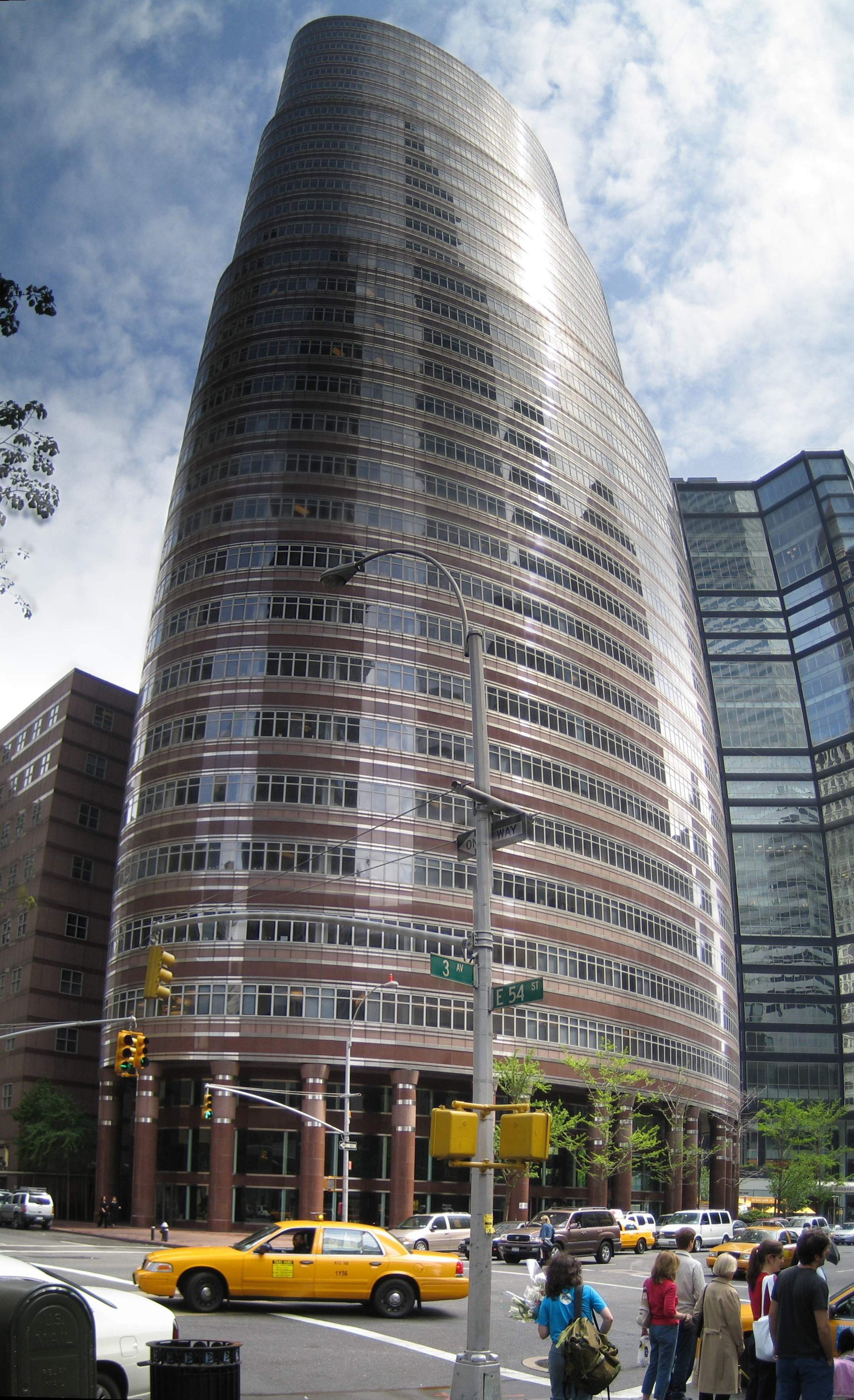
Lipstick Building op Third Avenue, Manhattan. Madoffs 'officiële' beursfirma was gevestigd op de 18e en 19e verdieping, zijn investerings- en adviesbedrijf op de 17e.

Bernard Lawrence (Bernie) Madoff (New York, 29 april 1938 – Butner, 14 april 2021) was een Amerikaanse ondernemer en belegger die een 150-jarige gevangenisstraf uitzat wegens fraude.
Madoff gaf leiding aan Bernard L. Madoff Investment Securities dat hij oprichtte in 1960. Dit bedrijf was een van de grootste marketmakerfirma's op de NASDAQ. Madoff werd op 11 december 2008 gearresteerd door de FBI wegens fraude. Hij werd ervan beschuldigd zijn klanten met een ponzifraude voor zo'n 65 miljard dollar te hebben opgelicht via de vermogensbeheerpoot van zijn onderneming. Dit vermogensbeheer stond los van zijn handelsactiviteiten als market maker op de Nasdaq. Indien het bedrag van 65 miljard dollar correct is, zou het de grootste individuele investeringsfraude ooit zijn. Voor deze fraude kreeg Madoff een gevangenisstraf van 150 jaar opgelegd.

## Levensloop
Madoff werd geboren in een Joods gezin in de New Yorkse wijk Queens. Hij zat op diverse universiteiten maar behaalde alleen een graad in de politieke wetenschappen aan Hofstra University. Zijn eerste geld verdiende hij als strandwacht op Long Beach (Californië) en als installateur van sprinklerinstallaties. In 1960 begon hij op 22-jarige leeftijd met 5.000 dollar zijn eerste effectenbedrijf. Madoff had veel aanzien op Wall Street, hij was lid van de National Association of Securities Dealers (een brancheorganisatie van effectenhandelaren) en was een pionier op het gebied van het elektronische beurshandelsverkeer; zo stond hij aan de wieg van de NASDAQ. Bij Madoffs bedrijf werkte een aantal familieleden: zijn broer was voor 15% eigenaar van het bedrijf en ook zijn zoons, Mark en Andrew, en een neef en nicht werkten bij de onderneming. Madoff trouwde met zijn schoolvriendin Ruth Alpern. Madoff was actief in een aantal besturen waaronder die van een aantal culturele instellingen, waaronder talrijke van de Joodse gemeenschap in New York. Daarnaast had het echtpaar een eigen liefdadigheidsfonds van 19 miljoen dollar dat geld schonk aan theaters en ziekenhuizen. Ook was Madoff een donateur van de Democratische Partij, waaronder van de campagne voor de presidentsverkiezingen van president Barack Obama. Madoff leek een verpersoonlijking van 'the American dream'; hij was op eigen kracht rijk geworden en bezat woningen in New York, Palm Beach, Florida en Frankrijk en een groot jacht.
Madoff was een aantal jaren de topman van de NASDAQ, waar hij de functie van voorzitter bekleedde. Hij was alom gerespecteerd om zijn vernieuwende handelsaanpak. In zijn bedrijf als market maker introduceerde hij de strategie "pay for order flow", overigens zonder dat de cliënten daarvan op de hoogte waren. Hierbij krijgen handelaren geld (een deel van de opbrengst) voor het aanbrengen van transacties. De "pay for order flow" was omstreden, maar Madoff bezwoer dat klanten er financieel niet slechter van werden. Door de "pay for order flow" kreeg Madoff in 1993 10% van het handelsvolume op de NYSE in handen, hetgeen leidde tot controverses en tot navolging; de SEC (Securities and Exchange Commission, de beurswaakhond van de VS) zag echter geen reden in te grijpen.

## Ponzifraude

### Werkwijze
Madoff bediende zich van een piramidespel-achtig soort bedrog, waarbij oude "investeerders" hun rendement kregen uitgekeerd uit de inleg van nieuwe "investeerders". Dit gaat goed zolang het nieuw aangetrokken kapitaal de uitkeringen te boven gaat. De fraudeur heeft echter wel een goed verkopend verhaal nodig, en bovendien een zelf uitbreidend netwerk in sneeuwbalvorm. Een ponzifraude wordt daarom wel een affinity fraud genoemd: het leunt sterk op onderling vertrouwen van de deelnemers. Madoffs systeem voldeed aan beide voorwaarden; hij zorgde er bovendien voor dat zijn uitkeringen niet al te hoog waren, zodat zijn kaartenhuis niet te snel zou instorten.
De "strategie" waarmee Madoff zijn vehikel verkocht, bestond uit een stelsel van door middel van opties afgedekte aandelen van de 35 meest indexgerelateerde beursfondsen. Risico's werden verkleind door put-opties te kopen die een minimumprijs garandeerden. In ruil hiervoor werden call-opties geschreven (verkocht), die echter de mogelijke winsten op de aandelen afdempten. Dat leidt tot verkleind risico, maar ook tot geringere winstmarges. De strategie van Madoffs fonds was echter niet opzienbarend: hij keerde rendementen uit van rond de 10%. Het opzienbarende was dat zijn fonds vrijwel nooit verliezen registreerde: slechts drie maal in 87 maanden.
Het netwerk dat Madoff exploiteerde was aanvankelijk dicht bij huis: goede vrienden en sociale kringen waarin hij verkeerde, exclusieve clubs in Florida en New York, en liefdadigheidsinstellingen. Naderhand werd veel van het netwerk verzorgd door hedge funds en banken, die het door hen beheerde kapitaal geheel of gedeeltelijk in Madoffs fonds investeerden en daarvoor commissie en een percentage opstreken. Die instellingen werden dus tussenpersonen die geen vragen stelden en meeprofiteerden van het netwerk. Madoff hoefde zelf geen contact meer te onderhouden met individuele klanten en dat deed hij dan ook niet. Hij volstond met het verzenden van maandelijkse staatjes van uitgekeerde bedragen en een korte uitleg van zijn split-strike strategy. Nadere vragen ging hij stelselmatig uit de weg.
Het is tot dusverre onmogelijk te reconstrueren of Madoff zijn zwendel vanaf het begin zo had opgezet, of dat hij pas na verloop van tijd op zijn ponzi-plan overging. De vroegste aanwijzingen voor fraude dateren van het begin van de jaren 80. Op dat moment was Madoff, via zijn beleggingskantoor, reeds een zeer gerespecteerd man op Wall Street.

### Verdenkingen
In 1992 werd door de SEC onderzoek gedaan naar mogelijke fraude bij een accountantskantoor, Avellino & Bienes, dat zich had toegelegd op vermogensbeheer. Frank Avellino startte zijn carrière bij de firma van Saul Alpern, Madoffs zwager. Al vanaf 1962 begon hij klanten te werven voor Madoffs fonds. Michael Bienes voegde zich in 1965 bij het kantoor. Na de pensionering van Alpern in 1977 zetten zij gezamenlijk het kantoor voort. Toen de SEC informatie kreeg over de hoge jaarlijkse revenuen die hun fonds garandeerde (tussen 13,5 en 20%) dacht men daar aan ponzifraude, maar werd gerustgesteld toen men vernam dat de garantiestelling afkomstig was van één persoon: Madoff, die in die periode op het toppunt van zijn macht was, en voorzitter was van de NASDAQ. De SEC vroeg niet verder na.
Wel kreeg het accountantskantoor een boete wegens het ongeregistreerd bedrijven van vermogensbeheer, en werd het gedwongen te sluiten. De advocaat die Avellino & Bienes verdedigde, Ira Lee Sorkin, was dezelfde die Madoffs advocaat werd na diens arrestatie. Avellino zette nadien de werving van klanten voor Madoff voort zonder zijn partner Bienes. Bienes verklaarde nooit iets van de fraude vermoed te hebben en beweerde persoonlijk minstens $10 miljoen te hebben verloren.
Eind 1999 werd Harry Markopolos, voormalig effectenhandelaar en destijds onafhankelijk fraude-onderzoeker, door een medewerker getipt over de exorbitante rendementen die Madoffs bedrijf bood. Hij startte een onderzoek dat hem al snel ernstige verdenkingen van fraude opleverde (zie aldaar). De strategie die Madoff presenteerde kon nooit zo constant zulke positieve resultaten opleveren over zo'n lange periode. Het fonds meldde nog in november 2008, tijdens een algemene val van de beurzen, een positief resultaat van 5,6%.
Tijdens een reis naar Europa viel het Markopolos op hoeveel bankiers en leden van de hoge adel met "oud geld" indirect in Madoffs fonds hadden belegd. Wat verder zijn bevreemding wekte, was het feit dat Madoff altijd zijn aandelenposities aan het eind van het jaar liquideerde en verving door staatsobligaties; daardoor viel er voor een accountantskantoor weinig te controleren. Dat accountantskantoor stelde bovendien niets voor. Markopolos diende vanaf 2001 verschillende klachten in bij de SEC tegen Madoff. In 2005 overhandigde hij de SEC een 21 pagina's tellend rapport waarin hij zijn bevindingen over Madoff uit de doeken deed. Zijn conclusie was: Bernard L. Madoff Investment Securities is één grote ponzifraude. De SEC deed een beknopt onderzoek en deelde mee "geen enkel bewijs van fraude" te kunnen vinden. Vanaf 2005 werd duidelijk dat Madoff steeds meer geld nodig had - alleen verklaarbaar door het feit dat zijn kaartenhuis begon in te storten. Alle pogingen van de klokkenluider om de autoriteiten te waarschuwen waren tevergeefs.

### Aangifte en arrestatie
Eind 2008 wilden - naar aanleiding van de kredietcrisis - steeds meer beleggers hun geld aan het fonds van Madoff onttrekken. In totaal ging het om zo'n 7 miljard dollar. De firma kon dit geld niet direct vrijmaken, zo heette het. In december 2008 besloot Madoff bonussen uit te keren. Dit leidde bij zijn zoons en enkele werknemers tot vragen: waarom bonussen uitbetalen terwijl er blijkbaar geen geld was. In de tweede week van december 2008 bekende Madoff aan zijn zoons en enkele managers dat het hele bedrijf "een grote leugen" was. Madoff was van plan zichzelf aan te geven, maar wilde eerst nog enkele honderden miljoenen dollars als bonussen verdelen onder zijn personeel, familie en vrienden. Na de bekentenis van Madoff deden zijn zoons echter aangifte. Bij zijn arrestatie verklaarde Madoff dat er geen onschuldige uitleg was voor zijn falen en dat hij verwachtte naar de gevangenis te gaan. Met het betalen van een borgsom van 10 miljoen euro kwam Madoff voorlopig weer vrij.
Op het moment van de arrestatie van Madoff was Madoff Investment Securities opgedeeld in een deel dat zich bezighield met effectenhandel en een tak voor vermogensbeheer. Het eerste onderdeel lijkt legaal te hebben gefunctioneerd. Met het onderdeel vermogensbeheer, dat Madoff zelf met een minimum aan medewerkers beheerde, pleegde hij de zwendel.
Markant is dat de ineenstorting van de financiële markten ook de ineenstorting van Madoffs zwendelimperium betekende. Juist vanwege het feit dat Madoff overal als betrouwbaar bekendstond, dachten veel van zijn cliënten dat hij beter dan omvallende banken in staat zou zijn, hun inleg uit te keren. Zijn succes was daarmee de directe aanleiding tot zijn val.

### Gedupeerden
Madoff claimde ongeveer vijfentwintig klanten te hebben volgens opgave aan de SEC begin 2008. Dat lijken er nu duizenden te zijn. De grootste verliezers zijn hedge funds Fairfield Greenwich ($7,5 miljard), Tremonte Capital Management ($3,3 miljard) en Banco Santander ($2,8 miljard). Via Fairfield Greenwich, dat een kantoor heeft in Rotterdam, zijn mogelijk honderden Nederlandse beleggers getroffen door de zwendel. De banken Bank Medici, Royal Bank of Scotland, BNP Paribas en Nomura Securities zijn ook geraakt. BNP Paribas nam in 2003 een Zwitserse bank over, die eerder door concurrent Société Générale was afgewezen na nauwkeurige analyse van haar investeringen in Madoff; de schade bedraagt $500 miljoen.
Madoff maakte veel slachtoffers in de Joodse gemeenschap in de VS, zo is bekend geworden dat prominente Joodse Amerikanen als Steven Spielberg, Elie Wiesel en de eigenaar van de New York Mets zijn gedupeerd. Een van de particuliere slachtoffers was de Joods-Amerikaanse hoogleraar Stephen Greenspan, die een boek publiceerde over de psychologie van goedgelovigheid. Vanuit de orthodox-joodse gemeenschap is Madoff sinds het begin van het schandaal rond zijn persoon sterk bekritiseerd; hij wordt ervan beticht de Joodse gemeenschap te hebben beschadigd en bedrogen.
In Nederland is Fortis via haar dochter Prime Fund Solutions volgens het Financieele Dagblad gedupeerd voor één miljard euro. Fortis is geen direct gedupeerde maar heeft leningen verstrekt aan fondsen die wel schade lijden. Als deze fondsen door de fraude omvallen, zal ook Fortis schade lijden omdat de leningen niet kunnen worden terugbetaald.
Uit stukken van de federale aanklager van de staat New York werd duidelijk, dat de totale waarde van de zwendel nog aanzienlijk groter zou kunnen zijn, namelijk bijna $65 miljard. De schade voor Nederlandse financiële instellingen en beleggers wordt vooralsnog geschat op 2 miljard euro.
In december 2010 stelde de bewindvoerder een groot aantal claims in tegen partijen die van Madoffs praktijken op de hoogte zouden zijn geweest, ten bedrage van in totaal ruim $50 miljard.
In december 2015 kregen de slachtoffers van het investeringsfonds voor de zesde keer een deel van hun geld terug. In totaal werd ditmaal $1,2 miljard uitbetaald, gemiddeld $1,1 miljoen per gedupeerde. In totaal raakten de investeerders zo'n $17,5 miljard kwijt, daarvan was met deze uitkering $9,2 miljard terugbetaald.
31 December 2024 werden de laatste uitkeringen vastgesteld. Gemiddeld kregen de gedupeerden 94% van hun inleg alsnog terugbetaald.

### Toezicht
Naar aanleiding van de langdurige fraude staat de SEC, de toezichthouder over de beurzen in de Verenigde Staten, onder zware kritiek. De SEC zou verschillende "geloofwaardige en specifieke" waarschuwingen in de wind hebben geslagen. Eén ervan dateerde al uit 1999. Harry Markopolos (zie hierboven) verzocht de SEC meermalen om onderzoek omdat het onafgebroken hoge jaarlijkse rendement ongeloofwaardig was en deed denken aan een piramidespel. Anderen, waaronder het New Yorkse adviesbureau Aksia, raadden hun cliënten af in Madoffs fonds te investeren, wijzend op de zeer intransparante bedrijfsvoering.
Madoffs accountantsbureau bestond uit een piepklein New Yorks kantoor met een secretaresse en twee accountants, van wie er een al in Florida van zijn pensioen genoot. De SEC voerde in 2005 en 2007 onderzoeken uit naar het bedrijf, maar nam daarbij genoegen met door Madoff overgelegde documenten. Madoff schermde met lage kosten en betaalde redelijke rendementen van rond de 10% per jaar. Doordat hij geen extreem rendement beloofde, kwam hij geloofwaardig over op klanten en op de SEC. Wat argwaan had moeten wekken - vinden velen achteraf - is het feit dat Madoffs fondsen zeer stabiel waren en nooit een dip kenden. Voorzitter van de SEC Christopher Cox kondigde naar aanleiding van de kritiek een diepgaand intern onderzoek aan.
Achteraf kapittelden deskundigen de SEC, omdat bepaalde zaken de aandacht van de toezichthouder hadden moeten trekken. Zo was de firma van Madoff en zijn hedgefonds niet transparant, liet Madoff zijn boeken controleren door een klein accountantskantoor, en had Madoff een eigen handelsafdeling die de transacties voor het hedgefonds uitvoerde. Onderzoekers die het bedrijf van Madoff ontrafelden, zeiden dat de vermogensbeheerder een niet-geregistreerd fonds onder zijn hoede had, waardoor toezicht ontbrak. Dit fonds stond weer los van de handelsactiviteiten en de hedgefondsen van Madoff. De advieswerkzaamheden van Madoff waren ook niet zichtbaar voor de meeste werknemers van zijn firma. Zij werkten als handelaren op de 18de en 19de verdieping van de Lipstick Building in Manhattan; de adviesafdeling met Madoff daarentegen was gevestigd op de 17de etage.

## Rechtszaak en gevangenisstraf
Nadat Madoff was gearresteerd werd Ira Lee Sorkin, een oude bekende van Madoff sinds het begin van de jaren 80, zijn advocaat. Hij werd aanvankelijk gewraakt omdat hij zelf miljoenen in Madoffs fonds had gestoken, maar werd door de rechter toegelaten als advocaat van Madoff nadat deze uitdrukkelijk had ingestemd met diens verdediging.
Tegen Madoff werden door de openbare aanklager, Marc O. Litt, elf aanklachten ingediend, waaronder illegale handel in derivaten, witwassen, valsheid in geschrifte, het bestelen van pensioenfondsen en meineed. De totale straf voor de genoemde feiten zou maximaal 150 jaar bedragen. De gerechtelijke invordering van gelden voortvloeiend uit criminele activiteiten, zou een bedrag belopen van $170 miljard. Sorkin maakte onmiddellijk bezwaar tegen dit laatste bedrag, aanvoerend dat dit nooit alleen "inkomsten uit criminele activiteiten" konden zijn, veeleer een optelsom van de totale kasstroom gedurende de loop van de zaak. Op 11 maart 2009 maakte Madoff via Sorkin bekend dat hij "schuldig" zou pleiten bij zijn voorgeleiding op 16 maart. Zo voorkwam hij een langdurige rechtszaak. De aanklager maakte duidelijk dat hier geen strafvermindering uit zou voortvloeien. Gedupeerden protesteerden onmiddellijk tegen het afblazen van de rechtszaak. Ze wilden de zaak voor een jury laten komen om zo uit te vinden wat Madoff precies met het geld gedaan had. Nadat Madoff schuld had bekend werd hij direct in hechtenis genomen. Zijn huisarrest was daarmee opgeheven.
Op 29 juni 2009 kreeg Madoff van de rechtbank in New York een celstraf van 150 jaar. Rechter Denny Chin zei dat de reclassering een celstraf van vijftig jaar had aanbevolen, maar hij volgde de aanklagers.
In juni 2014 bekende de accountant Paul Konigsberg schuld in de piramidezwendel. Eind september 2018 oordeelde de Amsterdamse rechtbank dat Nederlandse accountants niet aansprakelijk kunnen worden gehouden voor enige schade.
Madoff zat zijn gevangenisstraf uit in de Federal Correctional Complex, een federale gevangenis met een overwegend middelmatig zware beveiliging in Butner (North Carolina). Hij overleed daar in de nacht van 13 op 14 april 2021 op 82-jarige leeftijd.